# Дегтярь, Дмитрий Данилович
Дми́трий Дани́лович Дегтя́рь (1904 — 1982, Москва, РСФСР) — советский государственный деятель, дипломат. Заместитель председателя Совета Министров РСФСР (1940—1947), председатель Госплана РСФСР (1939—1947).

## Биография
Член ВКП(б). Окончил Московский плановый институт в 1930 году. Чрезвычайный и полномочный посол.
- В 1938 году — заместитель начальника Центрального управления народно-хозяйственного учёта при Государственной плановой комиссии при СНК СССР.
- С 28 июля 1939 по 5 сентября 1947 года — председатель Государственной плановой комиссии при СНК (с 1946 — СМ) РСФСР[1].
- С 23 июля 1940 по 5 сентября 1947 года — заместитель председателя СНК (с 1946 — СМ) РСФСР[2].
- В 1949—1955 годах — заместитель председателя Государственного планового комитета СМ СССР.
- В 1955—1957 годах — заместитель председателя Государственной комиссии СМ СССР по перспективному планированию народного хозяйства.
- В 1957—1960 годах — член Государственного комитета СМ СССР по внешним экономическим связям.
- В 1960—1962 годах — заместитель председателя Государственного комитета СМ СССР по внешним экономическим связям.
- С 10 января 1962 по 26 ноября 1964 года — чрезвычайный и полномочный посол СССР в Гвинее[3].
- В 1965—1969 годах — заместитель председателя Государственного комитета СМ СССР по внешним экономическим связям.

С 1969 года — на пенсии.